# Йозеф Лабіцький
Лабіцький Йозеф (чеськ. Josef Labický, нім. Joseph Labitzky; 4 липня 1802, Шенфельд (нині Красно), поблизу Фалькенау — 18 серпня 1881, Карлсбад) — чеський капельмейстер і композитор музики для танців.

## Біографія
Навчався у Карела Вейта. У 1820 році грав в оркестрі в Марієнбаді. У 1823-24 рр. був в Мюнхені і після цього здійснив поїздку по Німеччині. У 1825 році він зібрав свій власний оркестр, гастролюючи по Відні та Варшаві. З 1835 року керував оркестром у місті Карлові Вари; завдяки приїжджим на води Лабіцький став відомим у всій Європі. У Відні його музика була популярна нарівні з музикою Штрауса і Ланнера. Об'їхавши майже всю Європу, Лабіцький відвідав в 1839 році Петербург, диригував у Павловську. Крім танців, він написав квартет, концерти тощо.
Його син, Август Лабіцький (Karl August Labitzky), також став композитором і диригентом.